# Caratteri per pollice

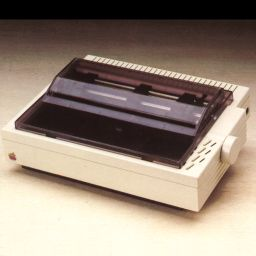
Stampante ad aghi Apple scribe

I caratteri per pollice (CPI, dall'inglese characters per inch), dove un pollice equivale a 2,54 cm, sono una misura applicata nelle stampanti ad aghi che utilizzano un font non proporzionale, per definire il numero di caratteri stampabili per pollice in senso orizzontale. Il parametro implicitamente serve a misurare la dimensione del carattere stesso: a un maggiore valore in CPI corrisponde infatti una maggiore densità di caratteri con conseguente loro minore dimensione. Valori tipici per questa tipologia di stampanti sono: 10 o 12 CPI per i caratteri normali (pica o élite), 17 CPI per i caratteri compressi e 5 CPI per i caratteri espansi.
Con lo stesso termine si può intendere anche la densità di registrazione dei dati nei vecchi nastri magnetici per computer. In questo caso la misura rappresenta implicitamente la quantità di dati memorizzabili su di un nastro magnetico.